# Fondo Especial de Jubilaciones y Pensiones
El Fondo Especial de Jubilaciones y Pensiones de los Funcionarios o Empleados de la Administración Pública Nacional, de los Estados y de los Municipios fue creado el 18 de julio de 1986.
Administró durante 26 años el Régimen Especial de Jubilaciones y Pensiones de la Administración Pública.
El 14 de marzo de 2003, se designa una junta encargada de liquidar la institución, hasta que fuera creada la Tesorería de Seguridad Social de Venezuela.
El Fondo se suprime oficialmente el 31 de mayo de 2012, con el nombramiento del Tesorero del Sistema de Seguridad Social, que da paso a un nuevo sistema de seguridad social en Venezuela.